# ParisLike
ParisLike est une revue numérique de création, bilingue, créée en 2011, consacrée aux nouvelles pratiques artistiques, littéraires, intellectuelles et scientifiques . La revue conçue et dirigée par Alessandro Mercuri et Haijun Park présente des documentaires vidéo, captations de performances, entretiens, essais critiques et textes illustrés en français et en anglais.
Parmi les invités figurent : Pierre Guyotat, Bruno Latour, Luc Moullet, Philippe Sollers, Bertrand Hell, Yehezkel Ben-Ari, Peter Szendy, Luc Ferrari, Michel Maurer, eRikm, Pascal Perrineau, Serge Lehman, Jean Levi, Camille Paglia, Anita Molinero, Cécile Mainardi, Erik Morse (en)...
Les productions de la revue font partie des collections du FRAC Languedoc-Roussillon, CEVIPOF , Documents d'artistes, INSERM . Elles ont fait l'objet de conférences et de projections au Centre Pompidou , à l'Université de Tokyo, à la  New-York University et d'une publication aux éditions Gallimard .

## Vidéographie
- Joyeux animaux de la misère avec Pierre Guyotat (2015, 27 min)
- Stardust Philosophy avec Peter Szendy (2013, 40 min)
- Paris Mirage avec Xavier Boissel (2013, 39 min)
- L'ange du bizarre avec Côme Fabre (2013, 32 min)
- Mandrake est Mandrake avec Mandrake le magicien et Leon Mandrake (2013, 31 min)
- Un amour de Sade avec Philippe Sollers (2013, 31 min)
- Possession et Chamanisme avec Bertrand Hell (2013, 62 min)
- Radium Unlimited avec Serge Lehman (2013, 25 min)
- Le Songe de La Panouse avec Paul de La Panouse (2013, 20 min)
- La France dans le boudoir avec Pascal Perrineau (2012, 24 min)
- Scories / Spirales avec eRikm (2012, 34 min)
- 36 Enfilades de Luc Ferrari avec Michel Maurer (2012, 37 min)
- Discours d'entrée dans la veste avec Gaspard Delanoë (2012, 10 min)
- Le Cinéma selon Luc avec Luc Moullet (2011, 33 min)
- Toxic Dream avec Anita Molinero (2011, 20 min)
- Ufo en Folie avec Bruno Latour (2011, 19 min)
- Le talon d'Aphrodite avec Raphael Young (2011, 13 min)
- L'hippocampe électrique avec Yehezkel Ben-Ari (2011, 26 min)

## Entretiens écrits
- Un mythe aux mains d'argile, avec Jean Levi
- Rebel With a Cause, avec Camille Paglia